# 牛山町
牛山町（うしやまちょう）は、愛知県春日井市の地名。

## 地理
春日井市西端部に位置する。東は田楽町・大手町、西は小牧市、南は新開町・西屋町、北は小牧市に接する。

### 河川
- 大山川[1]
- 西行堂川[1]

### 地名
- 堀之内
- 神㤨
- 大日
- 間内
- 常光寺
- 寺之前
- 皿屋敷
- 寄下
- 最中
- 中道
- 天神前
- 實殿淵
- 彌二郎塚
- 實殿前
- 川脇
- 五反田
- 上荒井
- 下荒井
- 石塚
- 寺田
- 土株
- 上田面中
- 元苗田
- 殿田
- 郷前
- 郷中
- 蒲
- 溝端
- 氣正田
- 東脇
- 神明前
- 中島
- 市塚
- 三本竹
- 柳坪
- 名土
- 八反田
- 上蓮原
- 平田淵
- 西山方
- 十三塚
- 新田
- 助作山
- 中之山
- 新外
- 神明土
- 平淵
- 南平淵
- 流
- 大手前
- 藪鼻
- 沖仲
- 田違
- 二番割
- 一番割
- 池之上

### 町内会
- ひかり台
- あかつき台
- 間内
- 皿屋敷
- 郷中
- 東脇
- 柳坪
- 市塚
- 梅林
- 神明
- 川脇
- 南川脇
- 石塚
- 寺田台
- 若草
- 蓮原
- さつき台
- 西行
- 助作山新田東
- 新田中
- 新田西

## 歴史

### 人口の変遷
国勢調査による人口および世帯数の推移。
| 1995年（平成7年）  | 2294世帯 6969人 |  |
| 2000年（平成12年） | 2298世帯 6601人 |  |
| 2005年（平成17年） | 2425世帯 6659人 |  |
| 2010年（平成22年） | 2559世帯 6745人 |  |
| 2015年（平成27年） | 2458世帯 6389人 |  |
| 2020年（令和2年）  | 2574世帯 6197人 |  |

## 交通
- 愛知県道小牧春日井線[1]
- 名鉄小牧線牛山駅・間内駅[1]

## 施設
- 春日井市立牛山小学校[1]
- 臨済宗妙心寺派麟慶寺[1]
- 瑞林寺[1]
- 曹洞宗地蔵寺[1]
- 覚明寺[1]
- 天王橋[2]
- 水神[3]
- 浅井長政像[4]

## 関連する人物
- 覚明

### WEB
1. ↑  “愛知県春日井市の町丁・字一覧”.   人口統計ラボ. 2021年8月15日閲覧。
2. 1 2  総務省統計局 (2022年2月10日). “令和2年国勢調査の調査結果(e-Stat) - 男女別人口，外国人人口及び世帯数－町丁・字等” (CSV). 2023年8月2日閲覧。
3. ↑  “愛知県春日井市の郵便番号一覧”.   日本郵便. 2023年10月20日閲覧。
4. ↑  “市外局番の一覧” (PDF).   総務省 (2022年3月1日). 2022年3月22日閲覧。
5. ↑  総務省統計局 (2014年3月28日). “平成7年国勢調査の調査結果(e-Stat) - 男女別人口及び世帯数 －町丁・字等” (CSV). 2021年7月20日閲覧。
6. ↑  総務省統計局 (2014年5月30日). “平成12年国勢調査の調査結果(e-Stat) - 男女別人口及び世帯数 －町丁・字等” (CSV). 2021年7月20日閲覧。
7. ↑  総務省統計局 (2014年6月27日). “平成17年国勢調査の調査結果(e-Stat) - 男女別人口及び世帯数 －町丁・字等” (CSV). 2021年7月21日閲覧。
8. ↑  総務省統計局 (2012年1月20日). “平成22年国勢調査の調査結果(e-Stat) - 男女別人口及び世帯数 －町丁・字等” (CSV). 2021年7月21日閲覧。
9. ↑  総務省統計局 (2017年1月27日). “平成27年国勢調査の調査結果(e-Stat) - 男女別人口及び世帯数 －町丁・字等” (CSV). 2021年7月21日閲覧。

### 書籍・論文
1. 1 2 3 4 5 6 7 8 9 10 11  「角川日本地名大辞典」編纂委員会 1989, p. 1646.
2. ↑  “富中昭智「牛山町の新田地区にある天王橋を追って」『春日井郷土史　第８号』春日井郷土史研究会”. www.md.ccnw.ne.jp. 2025年5月14日閲覧。
3. ↑  “富中昭智「牛山町の梅林地区にある『水神』の石祠を追って」『春日井郷土史　第８号』春日井郷土史研究会”. 2025年5月14日閲覧。
4. ↑  “富中昭智「牛山町間内駅の東にある浅井長政公の像を追って」『春日井郷土史　第７号』春日井郷土史研究会”. www.md.ccnw.ne.jp. 2025年5月14日閲覧。